# Karyá (Kaména Voúrla, Phthiotide)
Karyá, en grec moderne : Καρυά, est un village du dème de Kaména Voúrla, dans le district régional de Phthiotide, en Grèce-Centrale.
Selon le recensement de 2011, la population du village s'élève à 35 habitants.